# Buckley v. Valeo
L'arrêt Buckley v. Valeo (424 U.S. 1, 1976) de la Cour suprême des États-Unis concerne le financement des campagnes électorales et le Ier Amendement sur la liberté d'expression. La décision fut donnée per curiam c'est-à-dire sans être attribuée à un juge en particulier, mais cinq juges ont délivré chacun une opinion séparée développant des points d'accord et de désaccord.

## Décision de la Cour
La Cour a jugé que l'État pouvait plafonner les contributions aux partis politiques, et a donc entériné la loi de 1974 amendant la loi sur les campagnes électorales fédérales de 1971. Toutefois, elle a déclaré anti-constitutionnelle certaines parties de la loi,,,,,, :
1. Le plafond imposé par la loi concernant la contribution des candidats à leur propre campagne.
2. Le plafond de dépenses imposé par la loi aux partis politiques dans l'organisation des campagnes électorales : si les restrictions individuelles concernant la quantité pouvant être donnée aux partis politiques étaient jugées légitimes, en ce qu'elles conduisaient uniquement les partis à élargir leur base afin de récolter suffisamment de fonds, le plafond fixé à la dépense électorale elle-même fut annulé, au motif qu'il contredisait le Ier amendement (cf. Section I.A: Principes généraux).
3. La section 608 (e) (1) de la loi de 1974, qui établissait un plafond maximum de 1 000 dollars par an la dépense indépendante d'un individu en faveur d'un candidat aux élections, la Cour affirmait que « le concept que le gouvernement puisse restreindre le discours (speech) de certains éléments de notre société afin de renforcer la voix relative d'autres est complètement étranger au Premier amendement[8]. » La Cour rejette ainsi l'argumentaire du gouvernement, qui faisait valoir qu'en empêchant la voix des plus riches d'assourdir les autres voix, la loi servait « l'intérêt d'une dissémination de l'information venant de sources plurielles et antagonistes », et donc favorisait un certain pluralisme.

## Commentaires
Le philosophe John Rawls fut l'un des plus critiques à l'égard de cette conception, faisant valoir que cela semblait conduire au raisonnement selon lequel la représentation équitable se mesure à l'aune de l'influence effective exercée. 
Le juriste Cass Sunstein (1987) considérait lui cette décision comme héritière du célèbre arrêt Lochner v. New York (1905), en ce que la Cour prenait le statu quo et la distribution actuelle des biens et richesses comme une donnée qu'il faudrait protéger d'une intervention étatique, au lieu de considérer ce statu quo comme étant lui-même l'effet d'une décision (fût-ce celle de « ne pas décider ») de l'État. En d'autres termes, elle fondait l'inégalité sociale sur un droit naturel, se privant de tout moyen de remédier à celle-ci.

## Parties
L'arrêt prend son nom du sénateur James L. Buckley, qui avait porté plainte le 2 janvier 1975 aux côtés d'Eugene McCarthy et d'autres. Ils attaquaient Francis R. Valeo, secrétaire d'État et membre d'office de la Commission électorale fédérale (FEC). 

#### Essais
- (en) Paul Finkelman et Melvin I. Urofsky, Landmark Decisions of the United States Supreme Court, CQ Press, 1 mai 2002, rééd. 2003, 695 p. (ISBN 978-1-56802-720-3, lire en ligne), p. 407-408,
- (en) Tony Mauro, Illustrated Great Decisions of the Supreme Court, CQ Press, 1 mars 2000, rééd. 1 décembre 2005, 291 p. (ISBN 978-1-56802-482-0, lire en ligne), p. 25-28,
- (en) Richard A. Parker, Free Speech On Trial : Communication Perspectives on Landmark Supreme Court Decisions, University Alabama Press, 21 juillet 2003, 356 p. (ISBN 978-0-8173-5025-3, lire en ligne), p. 203-217,

#### Articles
- (en-US) Daniel D. Polsby, « Buckley v. Valeo: The Special Nature of Political Speech », The Supreme Court Review, Vol. 1976,‎ 1976, p. 1-43 (43 pages) (lire en ligne),
- (en-US) Albert J. Rosenthal, « The Constitution and Campaign Finance Regulation after Buckley v. Valeo », The Annals of the American Academy of Political and Social Science, Vol. 425,‎ mai 1976, p. 124-133 (10 pages) (lire en ligne),
- (en-US) Willys Schneider, « Buckley v. Valeo: The Supreme Court and Federal Campaign Reform », Columbia Law Review, Vol. 76, No. 5,‎ juin 1976, p. 852-891 (40 pages) (lire en ligne),
- (en-US) J. Skelly Wright, « Politics and the Constitution: Is Money Speech ? », The Yale Law Journal, Vol. 85, No. 8,‎ juillet 1976, p. 1001-1021 (21 pages) (lire en ligne),
- (en-US) « Congressional Power under the Appointments Clause after Buckley v. Valeo », Michigan Law Review, Vol. 75, No. 3,‎ janvier 1977, p. 627-648 (22 pages) (lire en ligne),
- (en-US) Jonathan Bingham, « Democracy or Plutocracy? The Case for a Constitutional Amendment to Overturn Buckley v. Valeo », The Annals of the American Academy of Political and Social Science, Vol. 486,‎ juillet 1986, p. 103-114 (12 pages) (lire en ligne),
- (en-US) Kenneth J. Levit, « Campaign Finance Reform and the Return of Buckley v. Valeo », The Yale Law Journal, Vol. 103, No. 2,‎ novembre 1993, p. 469-503 (35 pages) (lire en ligne),
- (en-US) J. Robert Abraham, « Saving Buckley : Creating a Stable Campaign Finance Frameworks », Columbia Law Review , Vol. 110, No. 4,‎ mai 2010, p. 1078-1122 (44 pages) (lire en ligne),